# Гайдарово Большое
Гайдарово Большое — деревня в Вичугском районе Ивановской области. Входит в состав Сошниковского сельского поселения.

## География
Находится в северо-восточной части Ивановской области на расстоянии приблизительно 12 км на восток по прямой от районного центра города Вичуга.

## История
В 1872 году здесь (тогда Юрьевецкий уезд Костромской губернии) было учтено 42 двора, в 1907 году — 50. В те времена существовала также в окрестности деревня Гайдарово Малое.

## Население
Постоянное население составляло 228 человек (1872 год), 191 (1897), 229 (1907), 119 в 2002 году (русские 98 %), 40 в 2010.